# Peter Rosei
Peter Rosei (Vienna, 17 giugno 1946) è uno scrittore, traduttore e poeta austriaco.

## Biografia
Dopo la laurea in legge e svariati lavori tra cui l'essere segretario per due anni del pittore Ernst Fuchs, ha esordito come scrittore nel 1972 con il romanzo Landstriche ("Paesaggi"). È maggiormente noto per il ciclo di 7 romanzi Die Milchstraße ("La Via Lattea") e per il ciclo di 4 romanzi Komödie ("Commedia"). Il suo stile è caratterizzato da una visione pessimistica del mondo, che si riflette soprattutto in relazioni umane e sentimentali tormentate e disilluse. Ha tradotto in tedesco diverse opere italiane, tra cui il Canzoniere di Umberto Saba.